# Disneyfiering
Disneyfiering är ett sociologiskt begrepp som beskriver en samhällelig process där olika sektorer i samhället efterliknar Disneyparker på ett sätt som inte är olikt McDonaldisering. Disneyfiering har fyra karakteristiska uttryck: tematisering, dedifferentiering av konsumtion, merchandising och emotionellt arbete. En del av disneyfieringen är också ett slags förskönande eller förmänskligande av verkligheten. Ett exempel på detta är naturfilmer där musiken får djuren att framstå som mänskliga till sin natur, men där också mer brutala scener censureras för tittaren. På så sätt anpassas verkligheten för att vara mer komfortabel för tittaren och för att verkligheten ska passa in i tittarens narrativ.